# ダルモーッタラ
ダルモーッタラ（チベット語：chos mchog、ca. 740-800）は8世紀の仏教哲学者。ダルマキールティ（法称）の著作への注釈など、プラマーナ（欺きのない知覚、認識論）に関する重要な著作を残した。彼の著作でサンスクリット原典が残っているのは『ニヤーヤビンドゥティーカー』だけで、その他の著作はチベット語訳のみが現存する。